# Henri Namphy
Henri Namphy (* 2. November 1932 in Grand Rivere du Nord (Cap-Haïtien); † 26. Juni 2018 in der Dominikanischen Republik) war ein haitianischer Generalleutnant, Politiker und Präsident von Haiti.

## Leben
Namphy wurde zusammen mit seinen vier Geschwistern von seiner Mutter aufgezogen, die einen Gemischtwarenladen betrieb und die Kinder auf römisch-katholischen Primarschulen und Sekundarschulen in Port-au-Prince unterrichten ließ. Später trat er den Forces Armées d’Haïti bei, in denen er nach dem Besuch der Militärakademie 1954 während der Herrschaft François Duvaliers aufstieg und als seriöser und ehrenwerter Offizier angesehen wurde. Als er 1982 den Sturz von Diktator Jean-Claude Duvalier durch eine Gruppe Exil-Haitianer verhinderte, wurde er zum Brigadegeneral befördert und zum Chef des Generalstabs der 7000 Mann starken Armee ernannt.

### Sturz Duvaliers und erste Präsidentschaft 1986 bis 1988
Nach dem Sturz und der Flucht Duvaliers nach Frankreich wurde er im Range eines Generalleutnants als dessen Nachfolger am 7. Februar 1986 Vorsitzender des Nationalen Regierungsrates und war damit Präsident von Haiti. Der Regierungsrat, dem zunächst vier Militärs (Namphy, Oberst William Regala, Oberst Max Valles, Oberst Prosper Avril) sowie zwei Zivilpersonen (Gérard Gourgue und Alix Cinéas) angehörten, versprach die Durchführung von Wahlen und demokratischer Reformen.
Bereits sechs Wochen nach der Flucht Duvaliers schlug die Welle der Euphorie in Unruhen wegen der Personalpolitik Namphys um. Die Regierung von Namphy wurde wegen seiner engen Beziehungen zum bisherigen Diktator als „Duvalierismus ohne Duvalier“ bezeichnet. Am 21. März trat Gourgue, zugleich populärer Justizminister, nach Straßenprotesten, Unruhen und Plünderungen zurück. Zugleich zwang Namphy die Mitglieder Valles, Avril und Cinéas, die sehr enge Beziehungen zu Duvalier hatten, zum Rücktritt aus dem Regierungsrat. Dem Regierungsrat gehörte danach neben Namphy und Regala nur der Zivilist Jacques François an. Auch dieser Regierungsrat sah sich fortlaufenden Streiks und Demonstrationen ausgesetzt. Während seiner Regierungszeit verschwanden schätzungsweise 1500 Menschen.
Die durch den Regierungsrat im Oktober 1986 ausgerufenen Wahlen zu einer Verfassungsgebenden Versammlung zeigten ein Mangel des öffentlichen Interesses an der politischen Zukunft des Landes. Auch der zweite Versuch zur Wahl eines Parlaments endete im November 1987 nach der Ermordung von mehr als 35 Wählern.

### Zweite Präsidentschaft Juni bis September 1988
Nach dem Sieg von Leslie Manigat bei den Präsidentschaftswahlen vom Januar 1988, die weitestgehend als betrügerisch angesehen wurden, übergab Namphy am 7. Januar das Präsidentenamt an Manigat. Namphy selbst verblieb jedoch im Amt des Oberkommandierenden der Streitkräfte. Als Manigat ihn jedoch als Oberkommandierenden absetzte, stürzte er wiederum Manigat am 20. Juni 1988 und übernahm selbst zum zweiten Mal das Amt des Präsidenten von Haiti.
Am 17. September 1988 wurde er dann jedoch selbst in einem von Brigadegeneral Prosper Avril angeführten Staatsstreich abgesetzt.